# Mistrzostwa Mongolii w boksie 2015
Mistrzostwa Mongolii w boksie 2015 – mongolskie mistrzostwa w boksie. Zawody trwały od 17 do 24 stycznia, a zawodnicy rywalizowali w dziesięciu kategoriach wagowych.

## Medaliści
| Kategoria wagowa                | Złoto                   | Srebro                    | Brąz                                           |
| Waga papierowa (- 49 kg.)       | Gankhuyag Gan-Erdene    | Ganselem Aruinbold        | Joldasbek Togtjanal Munkhtaivan Chukhal-Erdene |
| Waga musza (- 52 kg.)           | Gandulam Mungun-Erdene  | Enkhnasan Enkhtur         | Nurlan Askhar B.Jartsanperenlei                |
| Waga kogucia (- 56 kg.)         | Erdenbaat Tsendbaatar   | Iderkhuu Enkhjargal       | Tulga Khurelbaatar D.Tuguldur                  |
| Waga lekka (- 60 kg.)           | Dorjnyambuu Otgondalai  | Otgonchuluun Bathkuu      | Erkin Jamantay Tserenchimed Purevsuren         |
| Waga lekkopółśrednia (- 64 kg.) | Battarsukh Chinzorig    | Uranchimeg Munkh-Erdene   | Norovbal Otgontumur Javkhlan Bariaddii         |
| Waga półśrednia (- 69 kg.)      | Tuvshinbat Byamba       | Davaanvan Davaasuren      | Bayarmunkh Munkhireedui B.Davaajamts           |
| Waga średnia (- 75 kg.)         | Otgonjargal Jargal      | Narmandakh Shinebayar     | Olzbaatar Olzvoi Agarzandan Baatarsaykhan      |
| Waga półciężka (- 81 kg.)       | Sandagsuren Erdenebayar | Tserannadmid Munkhchuluun | Khali Beknur Ts.Amarsanaa                      |
| Waga ciężka (- 91 kg.)          | Tolek Erbolat           | Daivii Otgonbayar         | B.Ganbayar J.Batsuk                            |
| Waga super-ciężka (+ 91 kg.)    | Batmunkh Enkhbayar      | Khisobath Mandakhbayar    | B.Gegeen D.Ulzii-Orshikh                       |